# Tectaria ramosii
Tectaria ramosii là một loài thực vật có mạch trong họ Dryopteridaceae. Loài này được (Copel.) Holttum miêu tả khoa học đầu tiên năm 1991.